# Apanteles ruidus
Apanteles ruidus är en stekelart som beskrevs av Wilkinson 1928. Apanteles ruidus ingår i släktet Apanteles och familjen bracksteklar. Inga underarter finns listade i Catalogue of Life.